# Paulius Golubickas
Paulius Golubickas (Ignalina, 19 agosto 1999) è un calciatore lituano, centrocampista dello Radomiak Radom e della nazionale lituana.

## Carriera

### Club
Nel 2016 viene tesserato dallo Yeovil Town, che lo aggrega alla formazione riserve. Nel 2018 torna al DFK Dainava, con cui aveva già giocato nel 2016 prima di trasferirsi in Inghilterra. Il 1º febbraio 2019 passa in prestito al Sūduva. A fine stagione conquista il treble domestico, vincendo il campionato, la Coppa di Lituania e la Supercoppa.
Il 20 gennaio 2020 passa in prestito all'HNK Gorica, nel campionato croato. A giugno passa a titolo definitivo alla società croata, firmando un contratto valido fino al 2024. L'11 marzo 2021 viene ceduto in prestito al DFK Dainava. Il 22 novembre 2022 rescinde il contratto con i croati. Il 6 gennaio 2023 viene ingaggiato dallo Žalgiris.

### Nazionale
Ha giocato nelle nazionali giovanili lituane Under-17 ed Under-19.
Esordisce in nazionale maggiore il 25 marzo 2019 contro l'Azerbaigian in amichevole.

## Statistiche

### Presenze e reti nei club
Statistiche aggiornate al 27 agosto 2023.
| Stagione           | Squadra            | Campionato         | Campionato | Campionato | Coppe nazionali | Coppe nazionali | Coppe nazionali | Coppe continentali | Coppe continentali | Coppe continentali | Altre coppe | Altre coppe | Altre coppe | Totale | Totale |
| Stagione           | Squadra            | Comp               | Pres       | Reti       | Comp            | Pres            | Reti            | Comp               | Pres               | Reti               | Comp        | Pres        | Reti        | Pres   | Reti   |
| ------------------ | ------------------ | ------------------ | ---------- | ---------- | --------------- | --------------- | --------------- | ------------------ | ------------------ | ------------------ | ----------- | ----------- | ----------- | ------ | ------ |
| 2018               | DFK Dainava        | 1L                 | 8+2        | 3          | CL              | 2               | 0               | -                  | -                  | -                  | -           | -           | -           | 12     | 3      |
| 2019               | Sūduva             | A                  | 24+4       | 6+2        | CL              | 2               | 0               | UCL+UEL            | 2+5                | 0                  | SL          | 1           | 0           | 38     | 8      |
| gen.-giu. 2020     | HNK Gorica         | 1.HNL              | 5          | 0          | CC              | -               | -               | -                  | -                  | -                  | -           | -           | -           | 5      | 0      |
| 2020-mar. 2021     | HNK Gorica         | 1.HNL              | 12         | 0          | CC              | 2               | 0               | -                  | -                  | -                  | -           | -           | -           | 14     | 0      |
| 2021               | DFK Dainava        | A                  | 14         | 0          | CL              | 2               | 0               | -                  | -                  | -                  | -           | -           | -           | 16     | 0      |
| Totale DFK Dainava | Totale DFK Dainava | Totale DFK Dainava | 22+2       | 3          |                 | 4               | 0               |                    | -                  | -                  |             | -           | -           | 28     | 3      |
| 2021-2022          | HNK Gorica         | 1.HNL              | 13         | 1          | CC              | 1               | 0               | -                  | -                  | -                  | -           | -           | -           | 14     | 1      |
| ago.-nov. 2022     | HNK Gorica         | 1.HNL              | 11         | 0          | CC              | 1               | 0               | -                  | -                  | -                  | -           | -           | -           | 12     | 0      |
| Totale HNK Gorica  | Totale HNK Gorica  | Totale HNK Gorica  | 41         | 1          |                 | 4               | 0               |                    | -                  | -                  |             | -           | -           | 45     | 1      |
| 2023               | Žalgiris           | A                  | 25         | 1          | CL              | 1               | 0               | UCL+UEL+UECL       | 4+2+1              | 0                  | SL          | 1           | 0           | 34     | 1      |
| Totale carriera    | Totale carriera    | Totale carriera    | 118        | 13         |                 | 11              | 0               |                    | 14                 | 0                  |             | 2           | 0           | 145    | 13     |

### Cronologia presenze e reti in nazionale
| Cronologia completa delle presenze e delle reti in nazionale ― Lituania | Cronologia completa delle presenze e delle reti in nazionale ― Lituania | Cronologia completa delle presenze e delle reti in nazionale ― Lituania | Cronologia completa delle presenze e delle reti in nazionale ― Lituania | Cronologia completa delle presenze e delle reti in nazionale ― Lituania | Cronologia completa delle presenze e delle reti in nazionale ― Lituania | Cronologia completa delle presenze e delle reti in nazionale ― Lituania | Cronologia completa delle presenze e delle reti in nazionale ― Lituania |
| Data                                                                    | Città                                                                   | In casa                                                                 | Risultato                                                               | Ospiti                                                                  | Competizione                                                            | Reti                                                                    | Note                                                                    |
| ----------------------------------------------------------------------- | ----------------------------------------------------------------------- | ----------------------------------------------------------------------- | ----------------------------------------------------------------------- | ----------------------------------------------------------------------- | ----------------------------------------------------------------------- | ----------------------------------------------------------------------- | ----------------------------------------------------------------------- |
| 25-3-2019                                                               | Baku                                                                    | Azerbaigian                                                             | 0 – 0                                                                   | Lituania                                                                | Amichevole                                                              | -                                                                       | 62’                                                                     |
| 7-6-2019                                                                | Vilnius                                                                 | Lituania                                                                | 1 – 1                                                                   | Lussemburgo                                                             | Qual. Euro 2020                                                         | -                                                                       | 39’ 52’                                                                 |
| 7-9-2019                                                                | Vilnius                                                                 | Lituania                                                                | 0 – 3                                                                   | Ucraina                                                                 | Qual. Euro 2020                                                         | -                                                                       | 52’                                                                     |
| 11-10-2019                                                              | Charkiv                                                                 | Ucraina                                                                 | 2 – 0                                                                   | Lituania                                                                | Qual. Euro 2020                                                         | -                                                                       | 73’                                                                     |
| 14-10-2019                                                              | Vilnius                                                                 | Lituania                                                                | 1 – 2                                                                   | Serbia                                                                  | Qual. Euro 2020                                                         | -                                                                       | 73’ 90+2’                                                               |
| 14-11-2019                                                              | Faro                                                                    | Portogallo                                                              | 6 – 0                                                                   | Lituania                                                                | Qual. Euro 2020                                                         | -                                                                       | 72’                                                                     |
| 17-11-2019                                                              | Vilnius                                                                 | Lituania                                                                | 1 – 0                                                                   | Nuova Zelanda                                                           | Amichevole                                                              | -                                                                       | 90+1’                                                                   |
| 7-10-2020                                                               | Tallinn                                                                 | Estonia                                                                 | 1 – 3                                                                   | Lituania                                                                | Amichevole                                                              | -                                                                       | 68’                                                                     |
| 11-10-2020                                                              | Vilnius                                                                 | Lituania                                                                | 2 – 2                                                                   | Bielorussia                                                             | UEFA Nations League 2020-2021 - 1º turno                                | -                                                                       | 72’                                                                     |
| 14-10-2020                                                              | Vilnius                                                                 | Lituania                                                                | 0 – 0                                                                   | Albania                                                                 | UEFA Nations League 2020-2021 - 1º turno                                | -                                                                       | 46’                                                                     |
| 4-6-2021                                                                | Riga                                                                    | Lettonia                                                                | 3 – 1                                                                   | Lituania                                                                | Coppa del Baltico 2020                                                  | 1                                                                       | 46’                                                                     |
| 8-6-2021                                                                | Leganés                                                                 | Spagna                                                                  | 4 – 0                                                                   | Lituania                                                                | Amichevole                                                              | -                                                                       | 71’                                                                     |
| 25-3-2022                                                               | Serravalle                                                              | San Marino                                                              | 1 – 2                                                                   | Lituania                                                                | Amichevole                                                              | -                                                                       | 46’                                                                     |
| 4-6-2022                                                                | Vilnius                                                                 | Lituania                                                                | 0 – 2                                                                   | Lussemburgo                                                             | UEFA Nations League 2022-2023 - 1º turno                                | -                                                                       | 63’                                                                     |
| 7-6-2022                                                                | Vilnius                                                                 | Lituania                                                                | 0 – 6                                                                   | Turchia                                                                 | UEFA Nations League 2022-2023 - 1º turno                                | -                                                                       | 9’ 76’                                                                  |
| 14-6-2022                                                               | Smirne                                                                  | Turchia                                                                 | 2 – 0                                                                   | Lituania                                                                | UEFA Nations League 2022-2023 - 1º turno                                | -                                                                       | 71’                                                                     |
| 22-9-2022                                                               | Vilnius                                                                 | Lituania                                                                | 1 – 1                                                                   | Fær Øer                                                                 | UEFA Nations League 2022-2023 - 1º turno                                | -                                                                       | 76’                                                                     |
| 25-9-2022                                                               | Lussemburgo                                                             | Lussemburgo                                                             | 1 – 0                                                                   | Lituania                                                                | UEFA Nations League 2022-2023 - 1º turno                                | -                                                                       | 51’ 71’                                                                 |
| 16-11-2022                                                              | Kaunas                                                                  | Lituania                                                                | 0 – 0 (5 - 6 dtr)                                                       | Islanda                                                                 | Coppa del Baltico 2022                                                  | -                                                                       | 71’                                                                     |
| 19-11-2022                                                              | Tallinn                                                                 | Estonia                                                                 | 2 – 0                                                                   | Lituania                                                                | Coppa del Baltico 2022                                                  | -                                                                       | 46’                                                                     |
| 24-3-2023                                                               | Belgrado                                                                | Serbia                                                                  | 2 – 0                                                                   | Lituania                                                                | Qual. Euro 2024                                                         | -                                                                       | 62’                                                                     |
| 7-9-2023                                                                | Kaunas                                                                  | Lituania                                                                | 2 – 2                                                                   | Montenegro                                                              | Qual. Euro 2024                                                         | -                                                                       | 68’                                                                     |
| 10-9-2023                                                               | Kaunas                                                                  | Lituania                                                                | 1 – 3                                                                   | Serbia                                                                  | Qual. Euro 2024                                                         | -                                                                       | 46’                                                                     |
| 26-3-2024                                                               | Kaunas                                                                  | Lituania                                                                | 1 – 0                                                                   | Gibilterra                                                              | UEFA Nations League 2022-2023 - Playout                                 | -                                                                       |                                                                         |
| 8-6-2024                                                                | Liepāja                                                                 | Lettonia                                                                | 0 – 2                                                                   | Lituania                                                                | Coppa del Baltico 2024                                                  | -                                                                       |                                                                         |
| 11-6-2024                                                               | Kaunas                                                                  | Lituania                                                                | 1 – 1 (3 – 4 dtr)                                                       | Estonia                                                                 | Coppa del Baltico 2024                                                  | -                                                                       | 71’                                                                     |
| 12-10-2024                                                              | Kaunas                                                                  | Lituania                                                                | 1 – 2                                                                   | Kosovo                                                                  | UEFA Nations League 2024-2025 - 1º turno                                | 1                                                                       | 59’                                                                     |
| 15-10-2024                                                              | Kaunas                                                                  | Lituania                                                                | 1 – 2                                                                   | Romania                                                                 | UEFA Nations League 2024-2025 - 1º turno                                | -                                                                       | 59’                                                                     |
| 15-11-2024                                                              | Larnaca                                                                 | Cipro                                                                   | 2 – 1                                                                   | Lituania                                                                | UEFA Nations League 2024-2025 - 1º turno                                | -                                                                       | 56’ 80’                                                                 |
| 18-11-2024                                                              | Pristina                                                                | Kosovo                                                                  | 1 – 0                                                                   | Lituania                                                                | UEFA Nations League 2024-2025 - 1º turno                                | -                                                                       | 60’                                                                     |
| 21-3-2025                                                               | Varsavia                                                                | Polonia                                                                 | 1 – 0                                                                   | Lituania                                                                | Qual. Mondiali 2026                                                     | -                                                                       | 61’                                                                     |
| 24-3-2025                                                               | Kaunas                                                                  | Lituania                                                                | 2 – 2                                                                   | Finlandia                                                               | Qual. Mondiali 2026                                                     | -                                                                       | 46’                                                                     |
| Totale                                                                  |                                                                         | Presenze                                                                | 32                                                                      |                                                                         | Reti                                                                    | 2                                                                       |                                                                         |

## Palmarès

### Club

#### Competizioni nazionali
- Supercoppa di Lituania: 2

Sūduva: 2019
Žalgiris: 2023
- Coppa di Lituania: 1

Sūduva: 2019
- Campionato lituano: 1

Sūduva: 2019